# Lucrecia

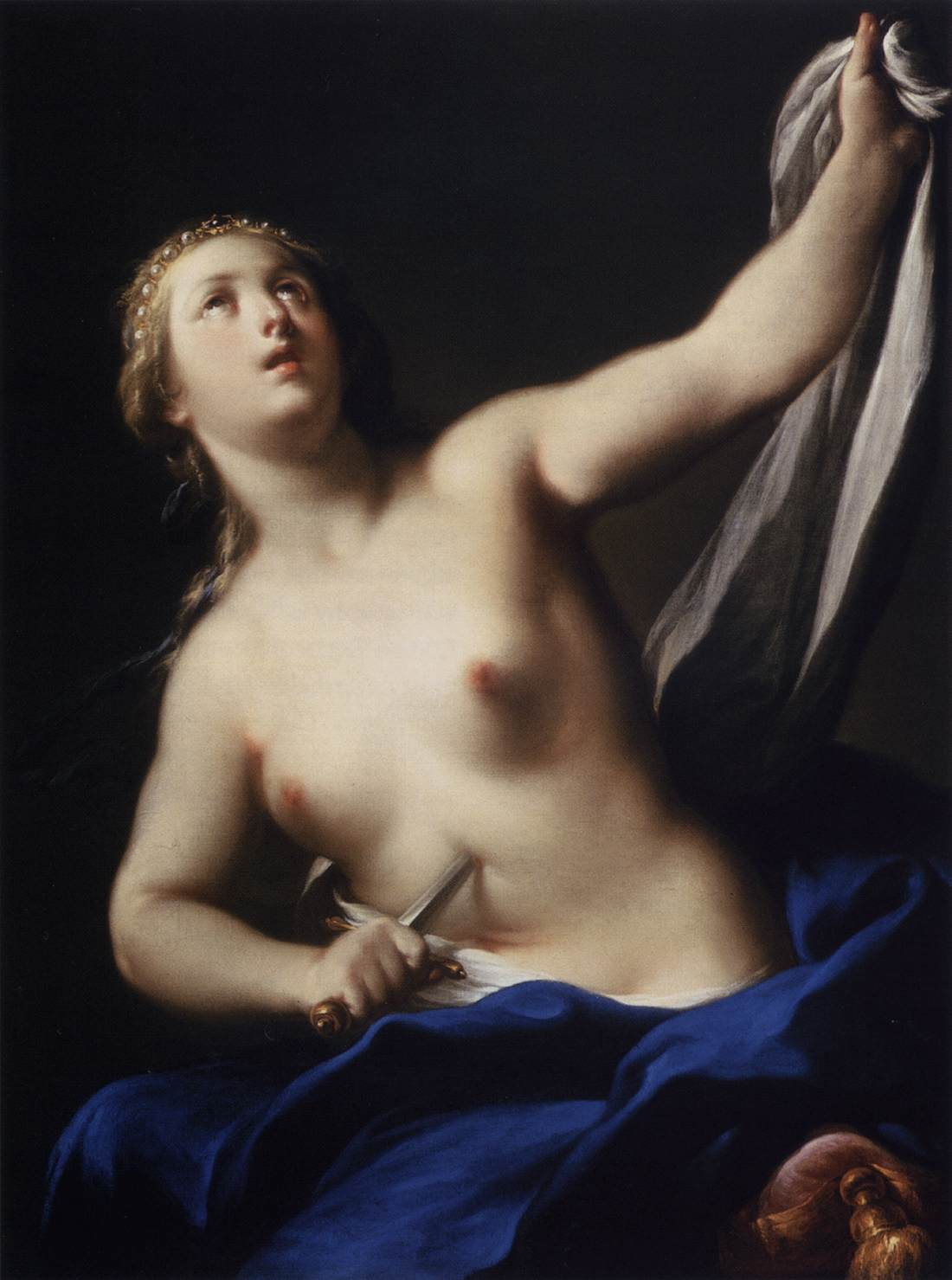
Suicidio de Lucrecia según un óleo de Andrea Casali.

Lucrecia (en latín, Lucretia; m. c. 510 a. C.) es un personaje perteneciente a la historia de la Antigua Roma, coetánea del último rey romano, Lucio Tarquinio el Soberbio (534-510 a. C.). Lucrecia era una patricia en la antigua Roma, hija del ilustre romano Espurio Lucrecio Tricipitino, y contrajo matrimonio con Colatino. Fue víctima de una violación perpetrada por Sexto Tarquinio, hijo de Lucio Tarquinio. Este ultraje y el posterior suicidio de Lucrecia, influyeron en la caída de la monarquía y en el establecimiento de la República. El incidente encendió las llamas del descontento por los métodos tiránicos del padre de Tarquinio, Lucio Tarquinio el Soberbio, el último rey de Roma. Como resultado, las familias prominentes instituyeron una república, expulsaron a la extensa familia real de Tarquinio de Roma y defendieron con éxito la república contra los intentos de intervención etrusca y latina.
No existen fuentes contemporáneas sobre Lucrecia y el suceso. La información relativa a Lucrecia, su violación y suicidio, y la consecuencia de que esto fuera el inicio de la República Romana, provienen de los relatos del historiador romano Tito Livio y del historiador grecorromano Dionisio de Halicarnaso, aproximadamente 500 años después. Fuentes secundarias sobre el establecimiento de la república reiteran los acontecimientos básicos de la historia de Lucrecia, si bien los relatos varían ligeramente entre historiadores. La evidencia apunta a la existencia histórica de una mujer llamada Lucrecia y a un acontecimiento que desempeñó un papel fundamental en la caída de la monarquía. Sin embargo, los detalles concretos son debatibles y varían según el autor. Según fuentes modernas, el relato de Lucrecia se considera parte de la mitohistoria romana. Al igual que el rapto de las sabinas, la historia de Lucrecia brinda una explicación para el cambio histórico en Roma a través de un relato de agresiones sexuales contra las mujeres.

## La leyenda

### Relato de Tito Livio

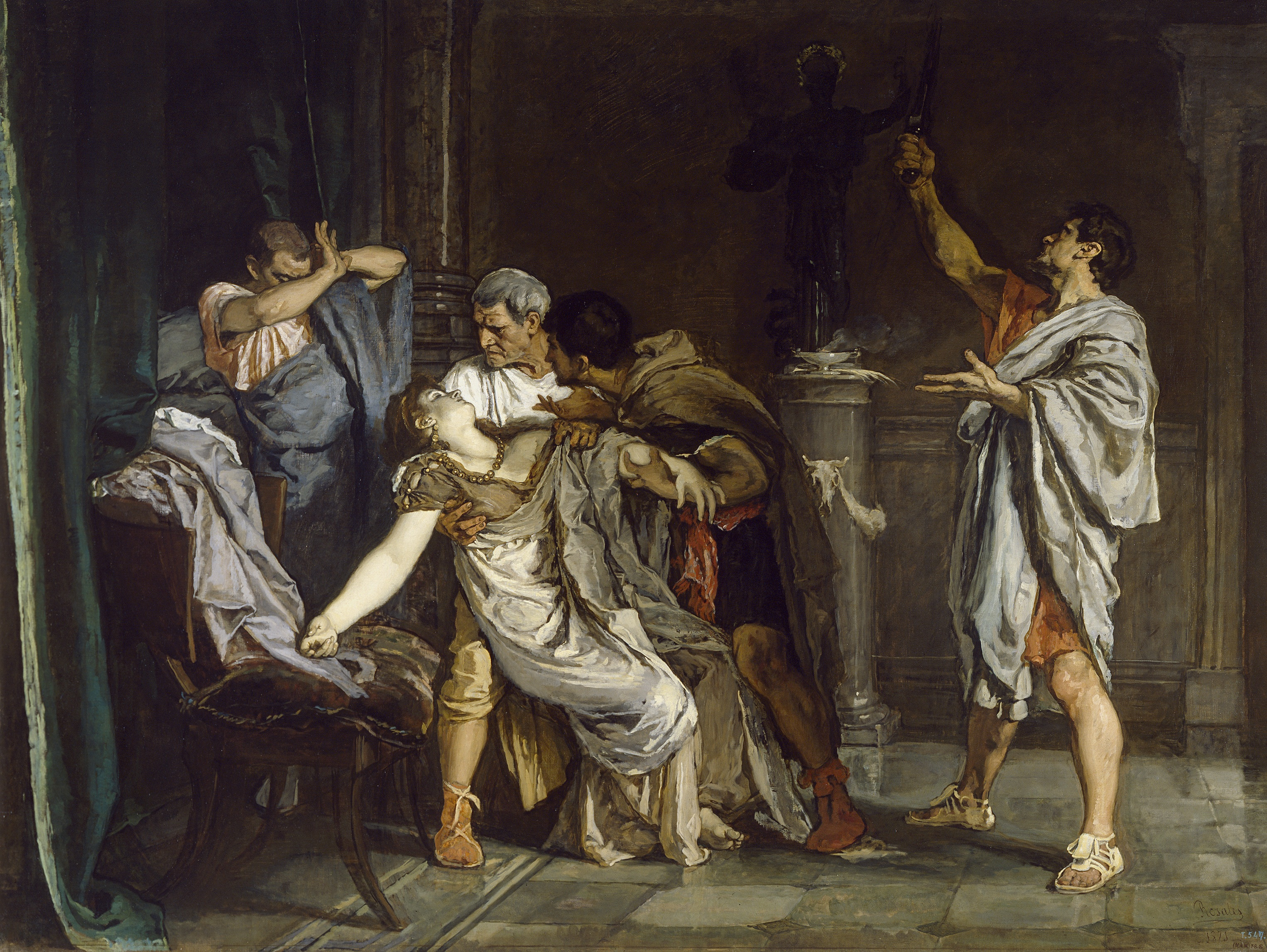
La muerte de Lucrecia de Eduardo Rosales, Museo del Prado.

Según la narración de Tito Livio, aceptada sin graves reparos por los historiadores posteriores, tenía fama de mujer hacendosa, honesta y hermosa. Se sabe que su belleza y honestidad impresionaron vivamente a Sexto Tarquinio, hijo del rey Lucio Tarquinio el Soberbio.
Este, para satisfacer los frenéticos deseos que sentía por ella, pidió hospitalidad a Lucrecia cuando su esposo se hallaba ausente. Aprovechando la oscuridad de la noche, se introdujo en la habitación de Lucrecia y la violó, sin que ella se resistiera ni gritara, creyéndole su marido. Esto ha derivado en una variante que la mencionada como increíble. Según la moderna referencia del episodio, Lucrecia despertó sobresaltada y reconoció a Sexto; quien temeroso de que su víctima gritase, le dijo "¡Silencio, Lucrecia; Sexto Tarquino soy, si lanzas un grito, si profieres una palabra, te mato!" y como Lucrecia no pudo responder ya con la punta de una espada colocada sobre su pecho, Sexto Tarquino prosiguió "Escucha: yo te amo. Sé que eres fiel, y que me resistirás, prefiriendo morir antes de rendirte. Mas con todo, óyeme. No es la muerte la mayor amenaza para ti, sino la deshonra pública. Si no accedes a mi pasión y me veo obligado a matarte, mataré en seguida al más joven y bello de tus esclavos, pondré su desnudo cadáver entre tus brazos y proclamaré que habiéndote sorprendido en adulterio, he castigado a ambos con la muerte, vengando así el honor de Colatino, mi deudo y amigo. En vano Lucrecia rogó, imploró, se revolvió desesperada, Sexto Tarquino le hizo comprender con evidencia que resistirse era morir y quedar para siempre deshonrada en la memoria de Roma y de su esposo.
Al día siguiente Lucrecia llamó a su padre y a su esposo, y les refirió el ultraje recibido. Les pidió venganza contra Sexto Tarquino y se hundió un puñal en el pecho después de pronunciar la frase: «¡Ninguna mujer quedará autorizada con el ejemplo de Lucrecia para sobrevivir a su deshonor!»

## Influencia sobre la suerte de Roma

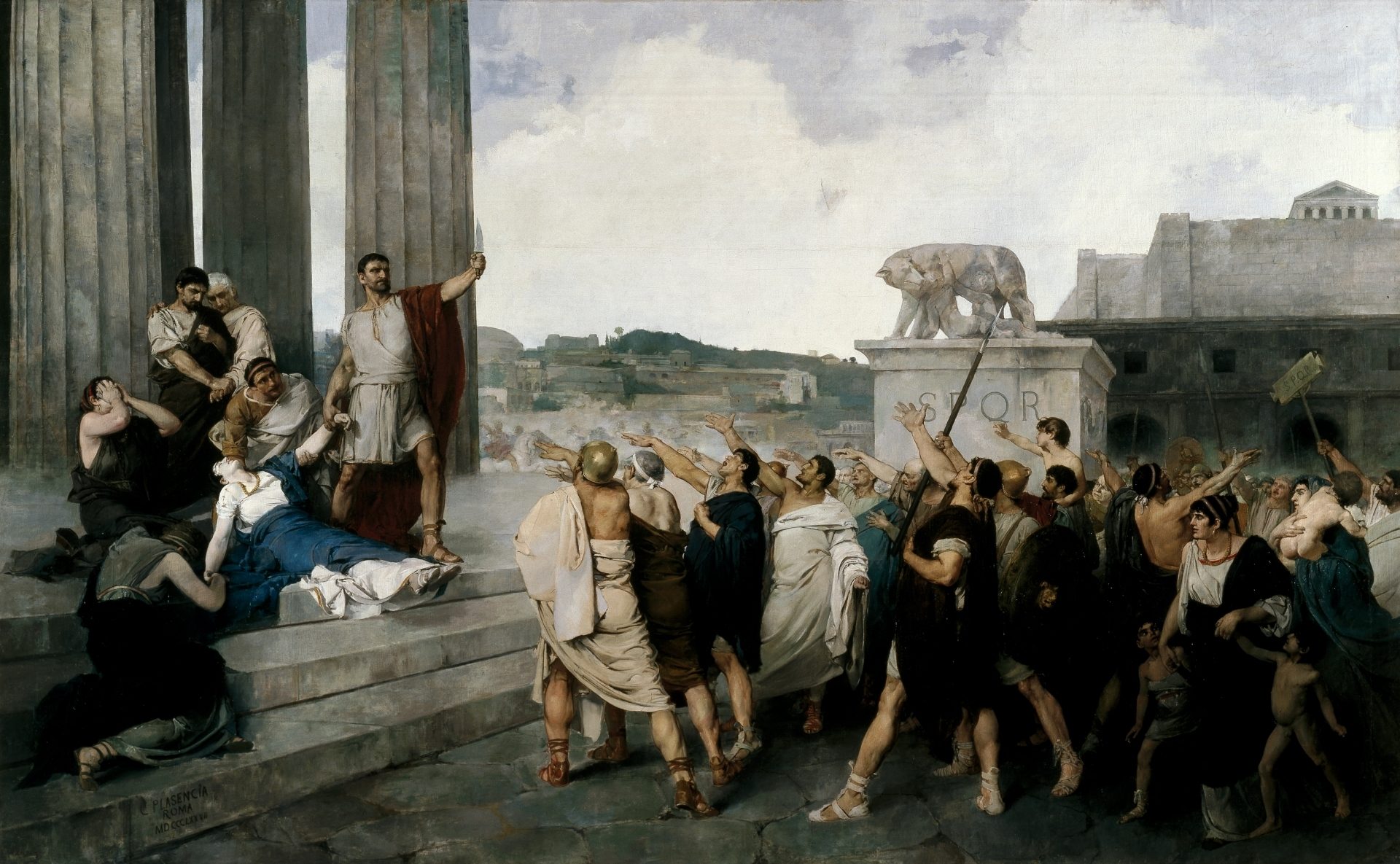
Origen de la República Romana, cuadro de Casto Plasencia. Museo del Prado.

"Sobre las gradas del templo reposa el cuerpo sin vida de la ofendida Lucrecia, mancillada por Sexto, el hijo del rey Lucio Tarquino el Soberbio. Dos mujeres lloran la muerte de la dama mientras que los hombres de la familia -Lucrecio (su padre), Publio Valerio, Colatino (su esposo) y Bruto- rodean el cadáver. Este último empuña en alto el puñal y jura venganza contra el rey, a lo que responde la muchedumbre que levanta los brazos, lo que supone el fin de la monarquía en Roma."
Cierto es que existen muchas versiones sobre el hecho, mas lo importante es cómo contribuyó a la caída de la monarquía en Roma, al ser expulsado de Roma Tarquino el soberbio junto con su familia por el acto de Sexto Tarquino contra Lucrecia.
Su pariente Lucio Junio Bruto fue líder de la revuelta que se organizó contra el rey Lucio Tarquino el Soberbio y después proclamó la República, en el año 509 a. C. A partir de estos hechos, ya no fueron elegidos más reyes. En su lugar fueron elegidos para gobernar los pretores, que más tarde fueron llamados cónsules. Fue el inicio de la República romana.

## Representaciones artísticas

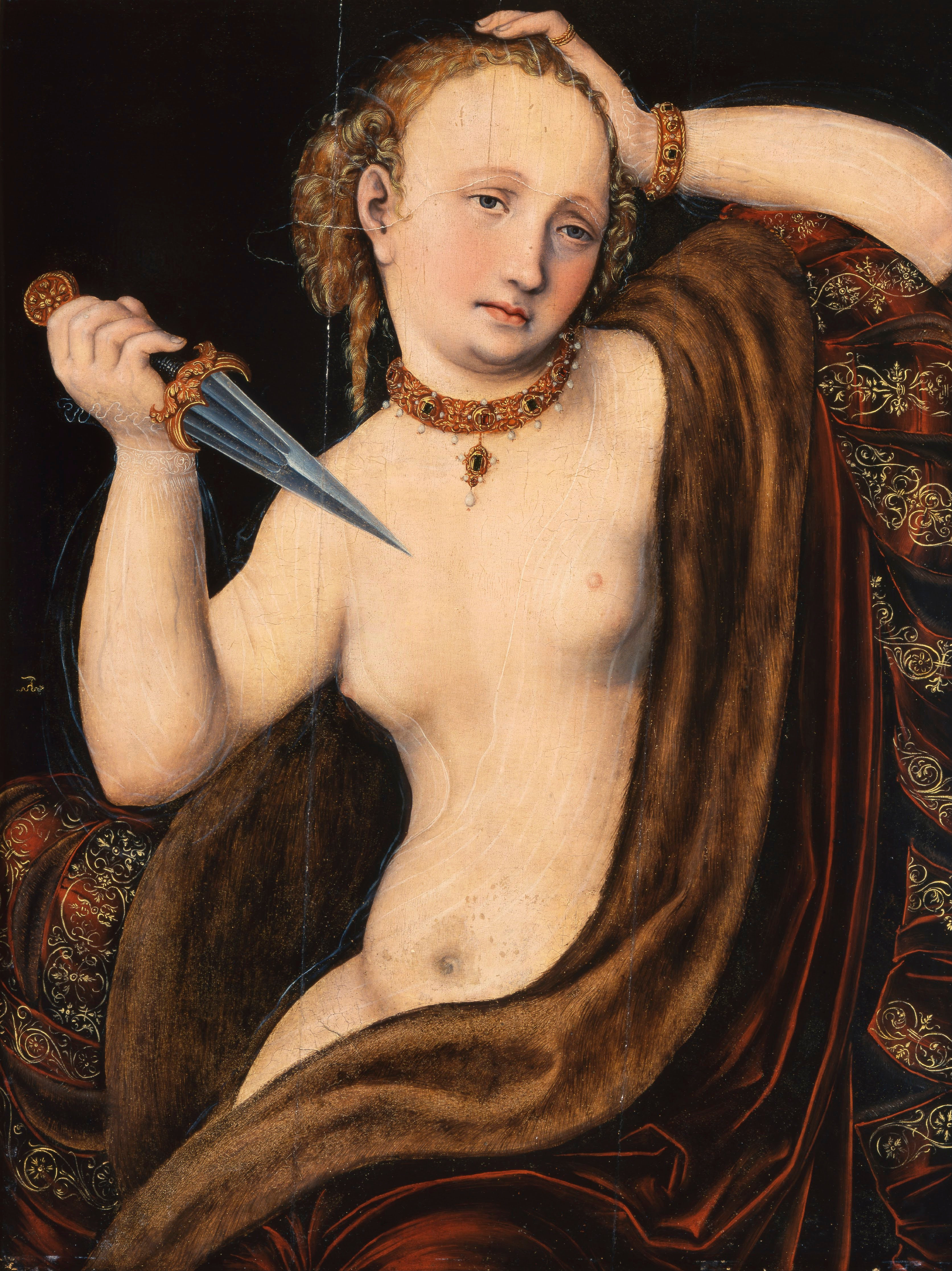
Lucrecia Romana, por Lucas Cranach el Viejo,.

La violación y suicidio de Lucrecia han sido objeto de numerosas representaciones en las artes plásticas, incluyendo entre ellas obras de Lucas Cranach el Viejo, Tiziano, Rembrandt, Durero, Rafael o Botticelli. En contra de la mentalidad actual, el propósito de dichas obras no era denunciar el delito de violación sino satisfacer la demanda de imágenes eróticas, de desnudo, bajo un argumento histórico.[cita requerida]
Durante el siglo XIX fue una historia elegida para representar tres importantes cuadros de pintura histórica: Lucrecia de José Madrazo, La muerte de Lucrecia de Eduardo Rosales y El origen de la República romana de Casto Plasencia.
William Shakespeare trató el tema en una de sus obras poéticas de juventud, La violación de Lucrecia, publicada en 1594.
El compositor británico Benjamin Britten estrenó en 1946 la ópera La violación de Lucrecia.